# Ciaccona in sol minore per violino e basso continuo
La Ciaccona in sol minore per violino e basso continuo è stata attribuita a Tomaso Antonio Vitali - del quale è la maggiore composizione.  Il manoscritto indica "parte del Tommaso Vitalino", e questo spiega le controversie sull'attribuzione di questa pagina violinistica.

## Caratteristiche
Basata sul basso ostinato 'sol-fa-mi♭-re', la ciaccona di Vitali è notevole dal punto di vista musicale: tocca nelle sue modulazioni una tonalità molto inusuale per il periodo barocco, ossia il si bemolle minore.
Il violinista Ferdinand David la inserì nella sua Die hohe Schule des Violinspiels,  ma non si limitò solo ad una revisione della parte ed una realizzazione per pianoforte del continuo, ma, in alcuni punti, romanticizzò e adattò la linea melodica al violino moderno, fino a rendere la parte del Tommaso Vitalino molto diversa da quella del musicista tedesco.
La versione di David è quella più eseguita, anche se l'originale gode comunque di una certa fama, soprattutto fra violinisti barocchi.